# Anatoly Kudryavitsky
Anatoly Kudryavitsky (Анатолий Исаевич Кудрявицкий, ur. 1954) – rosyjski i irlandzki poeta, prozaik, tłumacz. Mieszka w Dublinie. Jego ojciec był Polakiem z Lublina, matka pochodziła z Irlandii. 

## Życiorys
Ukończył moskiewski Instytut Medyczny w 1978. Wiersze zaczął pisać w 1979, ale miał trudności z publikacją swojej twórczości, ktorą blokowała komunistyczna cenzura. Poczynając od 1989 opublikował trzy powieści, kilka opowiadań, siedem zbiorów wierszy w języku rosyjskim i dwa w języku angielskim. Jest redaktorem naczelnym dwóch czasopism: „Okno” i „Shamrock Haiku Journal”. Laureat Nagrody im. Dawida Burluka w 2010 r. Przełożył wiersze Mirona Białoszewskiego na język angielski.

### Powieści
- Opowieści o Myllse, inspektore policji (2008) ISBN 978-5-8159-0875-8
- Parada lusterka i refleksji („Dieti Ra” 2009, nr 3)
- Podróż ze ślimaka do środka muszli („Dieti Ra” 2010, nr 7)
- Rosyjski koszmar („Okno” 2011, nr 7)
- Podróż w nieodkryte obszarze (2011) ISBN 978-1-257-68299-7
- Latający Holender (2013) ISBN 978-5-7516-1178-1
- Gra cieni w bezsłonecznym dni (2014) ISBN 978-5-7516-1232-0

### Poezja

#### Język rosyjski
- Statek jesienią (1991)
- Szczelnie zamknięte wiadomości (1992)
- Dźwięki i gwiazdki (1993)
- W białej płomień oczekiwania(1994)
- Pole wieczne opowieści(1996)
- Graffiti (1998)
- Księga gości "(2001)

#### Język angielski
- Shadow of Time (2005) ISBN 1-870491-13-0
- A Night in the Nabokov Hotel. 20 Contemporary Poets from Russia (2006)
- Morning at Mount Ring (2007) ISBN 978-0-9552003-5-9
- Capering Moons (2011) ISBN 978-0-9565280-2-5
- Horizon (2016) ISBN 978-1-936848-66-9
- Stowaway (2019) ISBN 978-1-9995903-1-4